# Franz Reznicek
Franz Reznicek (* 20. Oktober 1903 in Baden bei Wien; † 1999) war ein österreichischer Architekt. Nach seiner Übersiedlung nach Bludenz, wo er anfangs ein Architekturbüro gemeinsam mit Alois Dönz führte, entwarf er viele Bauten in Vorarlberg.

## Leben
Mit 12 Jahren übersiedelte Reznicek nach Innsbruck, wo er drei Jahre später in die vierjährige Baufachschule der Bundeslehranstalt für Hochbau in Innsbruck eintrat. Nach Praktika bei seinem Lehrer Lois Welzenbacher absolvierte Reznicek am 13. Februar 1923 seine Abschlussprüfung an der Baufachschule.
Anschließend setzte er seine Arbeit im Büro Welzenbacher als fester Mitarbeiter fort. 1926 wechselte er ins Stadtbauamt Innsbruck und zwei Jahre später übernahm er die Leitung des Innsbrucker Zweigbüros des Bozener Architekten Walter Norden.
Nach der erfolgreichen Beteiligung am Architekturwettbewerb der Landesfeuerversicherung Bregenz gemeinsam mit Alois Dönz übersiedelte Reznicek 1929 nach Bludenz und eröffnete mit Dönz ein gemeinsames Architekturbüro. 1933 veröffentlichten beide den Werkschau-Bildband Architekten A. Dönz / F. Reznicek.
1936 erfolgte schließlich seine Aufnahme in die Zentralvereinigung der Architekten Österreichs, und 1949 legte er die Zivilingenieurprüfung bei der Ingenieurkammer für Tirol und Vorarlberg ab.
Nach Dönzs Pensionierung führte Reznicek das Architekturbüro noch weitere fünf Jahre, bevor auch er in den Ruhestand ging.

## Bauten und Entwürfe
- 1930: Haus Solleder in St. Anton am Arlberg
- 1931: Haus Sauter in Bludenz
- 1932: Tanzcafé Tannberg in Lech (Vorarlberg)
- 1934: Haus Beck in Bludenz
- 1937: Haus Resch in Schaan
- 1937–1938: Wohn- und Geschäftshaus für den Kaufmann Alfons Vallaster in Schruns, Bahnhofstraße 28 (unter Denkmalschutz)[1]
- 1950: Wohn- und Geschäftshaus Längle in Bludenz
- 1951: Ausbau des Konditorei-Cafés Dörflinger in Bludenz
- 1956: Gebäude für die Sparkasse der Stadt Bludenz
- 1962: Kindergarten Obdorf in Bludenz
- 1964: Wohn- und Geschäftshaus Winsauer in Bludenz

Zu seinem Werk zählen außerdem das Haus Tschofen, die Siedlung Unterstein, das Haus Schädler sowie das Gefolgschaftswohnhaus Plangg und Pfluger.